# 源雅頼
源 雅頼（みなもと の まさより、旧字体：源 雅󠄂賴）は、平安時代後期の公卿・歌人。村上源氏顕房流、権中納言・源雅兼の三男。または四男。官位は正二位・権中納言。壬生、猪熊源中納言、綾小路と号す。

## 経歴
天承元年12月（1132年1月）に大膳亮に任ぜられる。天承2年（1132年）式部少丞を務め、長承2年（1133年）7歳で従五位下に叙爵。
長承4年（1135年）治部大輔に任ぜられる。保延7年（1141年）大輔の功績により従五位上に叙せられ、久安5年（1149年）には正五位下に陞叙。久寿2年（1155年）五位蔵人に補任された。久寿3年（1156年）左近衛少将となり、保元2年（1157年）従四位下・権右中弁に叙任。保元3年（1158年）には左中弁に転じ、装束使を務めた。保元4年（1159年）従四位上・伊勢権守に叙任される。永暦元年（1160年）には正四位下・右大弁に叙任され、二条天皇の蔵人頭に補任された。応保3年（1163年）遠江権守を兼ね、長寛2年（1164年）参議に任ぜられて公卿に列す。
永万元年（1165年）に入って左大弁・勘解由長官を兼帯している。仁安2年（1167年）従三位・備中権守となり、仁安3年（1168年）正三位に叙せられた。仁安4年12月（1170年1月）権中納言に任ぜられる。治承3年（1179年）治承三年の政変の1日後である11月18日に権中納言を辞しているが、解官されたかどうかは不明。治承5年（1181年）従二位に叙せられ、寿永2年（1183年）正二位に至った。源頼朝の近習である中原親能が雅頼の家人で、その妻が次男・兼忠の乳母であったため、治承4年（1180年）に頼朝が蜂起した後は頼朝の意思の伝達者として、京と鎌倉、特に九条兼実との間の仲介をした。文治3年（1187年）、妻の病により出家し、建久元年（1190年）8月3日、薨去。享年64。
有職故実に通じて、多くの文書・日記類を所蔵。『水鏡』の作者にも擬せられている。摂関家の藤原忠通・兼実父子と親交が深く、密接な繋がりがあった。承安3年（1173年）には、兼実と朝議の有職についてを論じている。また、和歌にも長じて、『千載和歌集』以下の勅撰和歌集に七首が入集する。

## 官歴
※以下、『公卿補任』記載に従う。
- 天承元年（1131年）
  - 12月24日（1132年1月14日）：修理亮に任ず（雅兼卿二合）。
  - 12月27日（1132年1月17日）：大膳亮に転ず（修理亮依無其闕）。
- 天承2年（1132年）正月22日：式部少丞に任ず。
- 長承2年（1133年）3月4日：従五位下に叙す（一品禎子内親王給。臨時）。
- 長承4年（1135年）正月28日：治部大輔に任ず。
- 保延7年（1141年）正月7日：従五位上に叙す（大輔労）。
- 久安5年（1149年）3月20日：正五位下に叙す（延勝寺供養。皇太后宮御給）。
- 久寿2年（1155年）8月23日：五位蔵人に補す。
- 久寿3年（1156年）9月17日：左近衛少将に任ず。
- 保元2年（1157年）
  - 8月21日：権右中弁に転ず。
  - 10月22日：従四位下に叙す（造宮行事）。
- 保元3年（1158年）8月10日：左中弁に転じ、装束使に補す。
- 保元4年（1159年）
  - 正月6日：従四位上に叙す（父卿夫天承三年平野大原野行幸行事）。
  - 正月29日：伊勢権守を兼ぬ（装束使労）。
- 永暦元年（1160年）
  - 4月3日：正四位下に叙す（父卿天承三年平野大原野行幸行事。両度用一賞）。
  - 8月24日：斎内親王装束使と為す。
  - 10月3日：右大弁に転じ、蔵人頭に補す。
- 応保3年（1163年）正月24日：遠江権守を兼ぬ。
- 長寛2年（1164年）正月21日：参議に任ず。右大弁遠江権守如元。
- 永万元年（1165年）
  - 8月17日：左大弁に転ず。
  - 10月2日：勘解由長官を兼ぬ（臨時）。
- 仁安2年（1167年）
  - 正月30日：備中権守を兼ぬ。
  - 2月11日：従三位に叙す（鳥羽院天養三年未給）。
- 仁安3年（1168年）正月11日：正三位に叙す（自閑院遷幸大内本家賞）。
- 仁安4年（1169年）/嘉応元年
  - 正月13日：服解（母）。
  - 5月11日：復任。
  - 12月30日（1170年1月18日）：権中納言に任ず。
- 治承3年（1179年）11月18日：権中納言を辞す。
- 治承4年（1180年）正月：本座出仕を聴す。
- 治承5年（1181年）正月5日：従二位に叙す（臨時）。
- 寿永2年（1183年）2月21日：正二位に叙す（行幸院賞。別当）。
- 文治3年（1187年）7月5日：出家。

## 系譜
- 父：源雅兼
- 母：源能俊の娘
- 妻：太皇太后宮少進源盛定の娘[1]
  - 長男：源兼定（1149-1216）
- 妻：藤原家成の娘
  - 次男：源兼忠（1161-1209）
- 妻：菅原公賢の娘
  - 三男：源頼房
- 生母不明の子女
  - 男子：範雅
  - 男子：明昌
  - 男子：任雅
  - 男子：定真
  - 男子：聖雅
  - 女子：中院通方室
  - 女子：西園寺公経室